# Erich Mittelsten Scheid
Enno Erich Mittelsten Scheid (* 30. Juni 1907 in Barmen; † 29. April 1993 in Wuppertal) war ein deutscher Unternehmer. Von 1934 an war er für das Unternehmen seiner Familie, Vorwerk tätig, davon vierzehn Jahre als alleiniger persönlich haftender Gesellschafter sowie später als Vorsitzender des Beirats.

## Leben

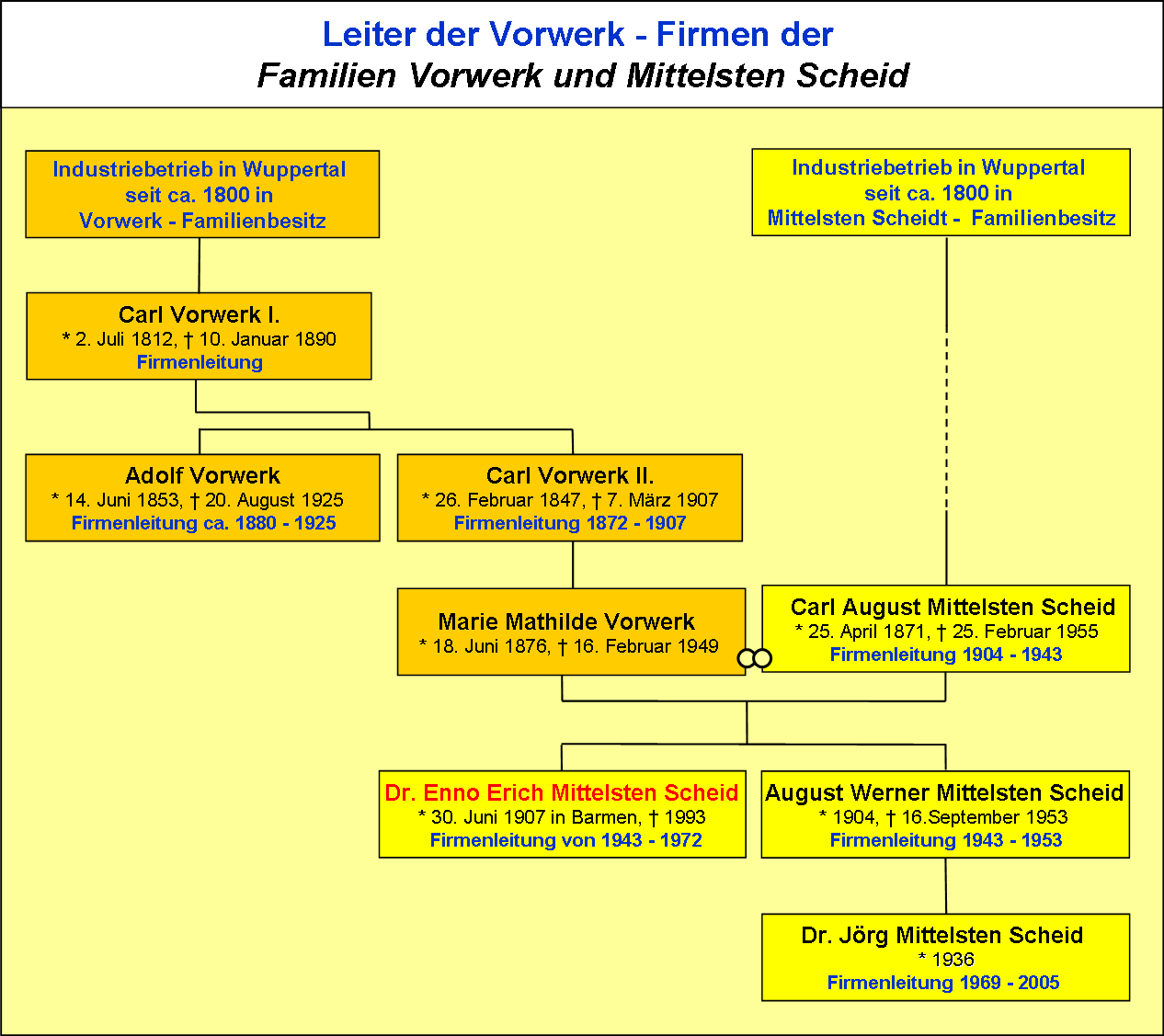
Stammbaum-Grafik

Erich Mittelsten Scheid war der Sohn von August Mittelsten Scheid (* 25. April 1871 in Barmen, † 25. Februar 1955 in Wipperfürth) und seiner Ehefrau Mathilde Mittelsten Scheid, geb. Vorwerk, (* 18. Juni 1876 in Barmen, Mühlenweg 23, † 16. Februar 1949, Heirat 6. Juli 1899). 1926 bis 1927 absolvierte Erich ein achtzehnmonatiges Praktikum in allen Abteilungen von Vorwerk & Co und begann 1927 sein Maschinenbau-Studium an der Technischen Universität München, das er mit einer Dissertation an der RWTH Aachen 1932 mit Summa cum laude beendete, um dann noch elf Monate in den Vereinigten Staaten Modernes Management zu studieren.

### Firma Vorwerk
Carl August Mittelsten Scheid leitete das Vorwerk-Unternehmen in Wuppertal bis 1936 in alleiniger Verantwortung. Zu dieser Zeit stellte das Unternehmen vorrangig Teppiche, Möbelstoffe und den Handstaubsauger Kobold her. Ab 1932 bzw. 1934 wurde er durch zwei seiner Söhne, Werner und Erich, entlastet.
Bedingt durch den Zweiten Weltkrieg musste auch Vorwerk die Produktion auf Rüstungsgüter umstellen. Dr.-Ing. Erich Mittelsten Scheid übernahm den Aufbau der Rüstungsfertigung im Hause Vorwerk. Es wurden Gestelle für Periskope, Getriebe für Scheinwerfer und Geschütze, Teile für Raketen, Granaten, Hüllen für Bomben und ein Teil für ein Steuergerät der Flak gebaut. Wegen der Bedeutung des letzteren Geräts wurde auf Veranlassung der Rüstungsbehörden von 1942 bis 1944 die Maschinenfabrik Vorwerk zur Ausweichfertigung in der Wuppertaler Straße 21 im Ghetto „Nord“ von Litzmannstadt, dem heutigen Łódź in Polen, eröffnet. Die Stadt lag außerhalb der Reichweite der alliierten Flugzeuge und bot mehr Sicherheit für die Produktion.
Bei den Luftangriffen auf Wuppertal 1943 wurden die Wohnhäuser der Familie Mittelsten Scheid, das Vorwerk-Hauptwerk samt Verwaltung in Barmen, der Textilhochbau, die Datenverarbeitung und die Hälfte der obersten Etage der Greifer-Teppich-Weberei zerstört, worauf die Vertriebstätigkeit eingestellt werden musste. Die kriegswichtige Fertigung aber wurde verschont. In Folge übertrug August die aktive Leitung der Firma seinen beiden Söhnen. Erich bewohnte nach den Angriffen das schwiegerelterliche Haus der Familie Ibach. Ab dem 1. April 1945 wurden keine Rüstungsgüter mehr abgenommen, und die Kobold Staubsauger- und Textilfertigung lief mit Restvorräten von 1939 wieder an.
Werner Mittelsten Scheid verstarb am 16. September 1953, und Carl August Mittelsten Scheid verstarb am 25. Februar 1955. Erich war seither allein mit der Führung des Unternehmens, dessen Führungsmannschaft auf Expansion drängte. Das gelang Erich auch in einem Ausbau aller Abteilungen bis zum Jahre 1972. 1969 übergab er die Führung an Jörg Mittelsten Scheid, den Sohn seines Bruders Werner.
Das Familienunternehmen erzielte 2006 mit der Herstellung und dem Vertrieb von Vorwerk-Haushaltsgeräten, Jafra-Kosmetik, Elektrogeräten Lux in Asien sowie mit HECTAS-Gebäudedienstleistungen, akf-Finanzdienstleistungen und dem Traditionsgeschäft Teppichboden ein Geschäftsvolumen von 2,343 Milliarden Euro in über 60 Ländern. 533.000 Menschen sind weltweit für Vorwerk tätig.
Erich Mittelsten Scheid war am 28. September 1972 Mitglied des Gründungskreises der 1973 gegründeten Gesellschaft der Freunde der Bergischen Universität, deren Vorsitzender er vom 5. Juni 1973 bis 31. Dezember 1979 war.
Er war 1973 zusammen mit seiner Frau Charlotte Gründer der in Wuppertal ansässigen ERTOMIS Stiftung zur Integration ausländischer, behinderter und straffällig gewordener Einwohner in das Familien-, Gesellschafts- und Arbeitsleben durch Stipendien.
Erich Mittelsten Scheid war auch Mitglied der Monopolkommission.
Er war außerdem Kurator der Universität Witten/Herdecke.

### Kontroversen
1998 wurden Vorwürfe der Aktion Sühnezeichen Friedensdienste laut, dass Vorwerk & Co. während der Kriegsjahre unter der Leitung von Erich Mittelsten Scheid militärtechnische Geräte mit Hilfe von jüdischen Zwangsarbeitern sowohl in Wuppertal als auch in Lodz hergestellt habe.
In einem Brief an die Mitarbeiter vom 9. November 1998 erklärte Jörg Mittelsten Scheid, dass nach dem Kenntnisstand zu diesem Datum Vorwerk & Co. im Krieg niemals jüdische Zwangsarbeiter beschäftigte. Die Produktionsstätte in Lodz habe sich eindeutig außerhalb des damaligen Ghettos befunden, und es seien dort ausschließlich polnische Bürger als Ostarbeiter beschäftigt worden, die auch nach den damals geltenden Regeln bezahlt worden seien.

### Ehrungen
Erich Mittelsten Scheid wurde 1968 mit dem Großen Verdienstkreuz der Bundesrepublik Deutschland ausgezeichnet.
1969 erhielt er den Ehrenring der Stadt Wuppertal.
Erich Mittelsten Scheid wurde am 11. Mai 1977 zum Ehrenbürger der Bergischen Universität ernannt.
Am 11. Mai 1987 wurde er mit dem Verdienstorden des Landes Nordrhein-Westfalen ausgezeichnet.
Seit dem 30. Juni 1987 war er zudem Träger der Universitätsmedaille der Universität zu Köln.